# Mexichromis multituberculata
Mexichromis multituberculata is een zeenaaktslak die behoort tot de familie van de Chromodorididae. Deze slak komt voor in het westen van de Grote Oceaan en het noorden van de Indische Oceaan, namelijk nabij Hongkong, Japan, Sri Lanka en Indonesië, op een diepte van 8 tot 15 meter.
De slak is wit van kleur, met roze tot paarse vlekken op de vele uitstulpingen. De mantelrand is eveneens paars. De kieuwen en de rinoforen zijn wit met violette toppen. Ze wordt, als ze volwassen is, zo'n 3 cm lang. 